# Tona
Tona (znak: t) je mjerna jedinica za masu i jednaka je 1000 kilograma. Iako ne pripada Međunarodnom sustavu mjernih jedinica (SI), smije se koristiti bez ograničenja, pa se u praksi veće vrijednosti mase uvijek izražavaju u tonama.
1 tona = 1000 kilograma = 1 megagram
1 t = 1000 kg = 1 Mg
Naziv proizlazi iz starofrancuske riječi tonne, a kako u imperijalnom sustavu također postoje jedinice slična imena, ponekad se koristi i naziv metrička tona.      